# Cerro de Xicuco

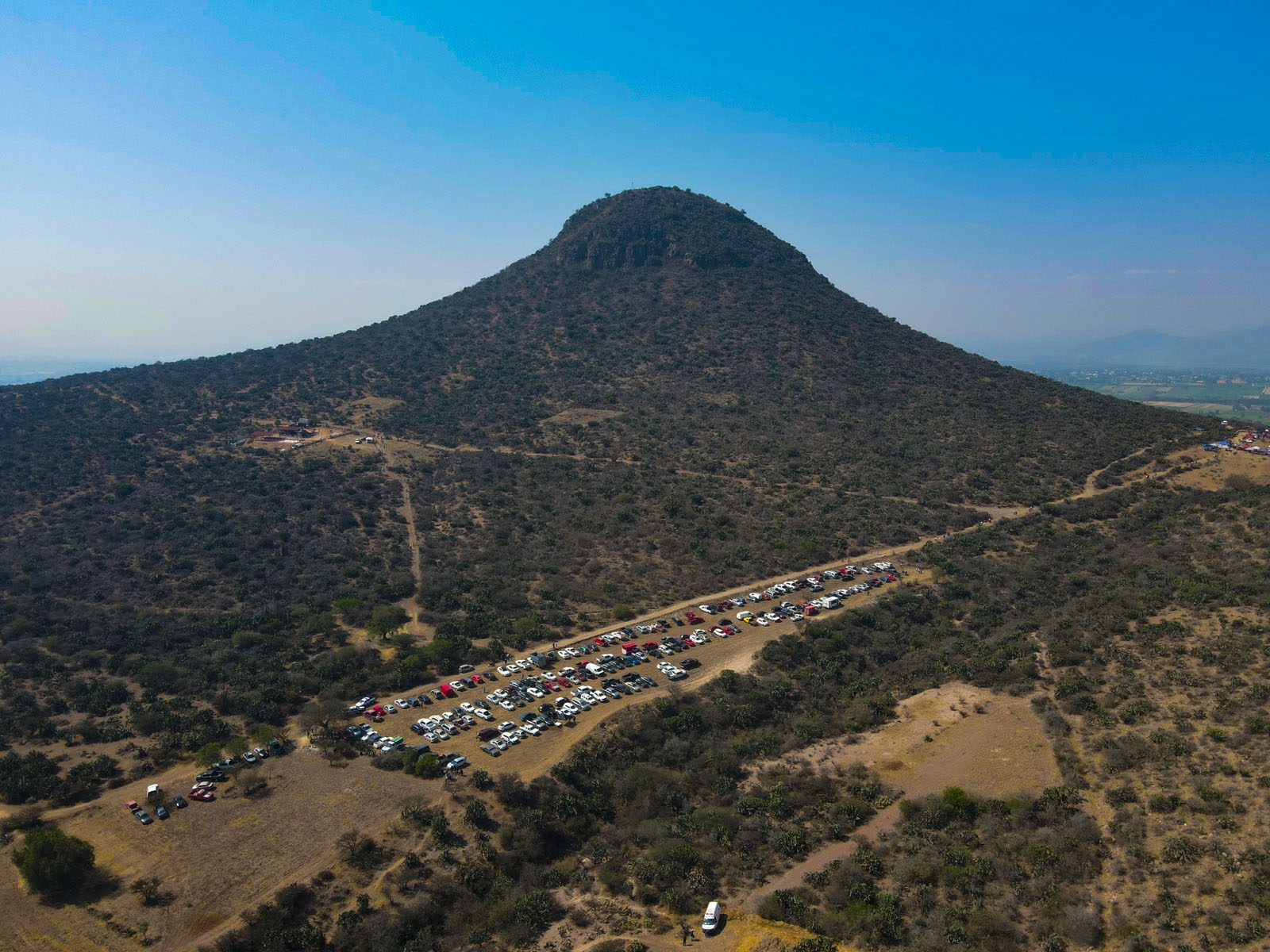
Cerro de Xicuco

El cerro o monte de Xicuco (Jicuco) es de los más emblemáticos en la zona de Valle del Mezquital, el cual se encuentra en el Municipio de Tezontepec de Aldama, en el estado de Hidalgo, México.
El nombre de Xicuco se traduce  del Náhuatl: Xictli, ombligo o centro, y co, lugar o en, significaría entonces “Lugar del ombligo” o “En el ombligo”.
En la antigüedad, la cultura Tolteca le daba mucha importancia pues tenía gran significado y sitio de adoración, debido a su influencia en esta cultura.
También Xicuco puede relacionarse con el mapa de la bóveda celeste tomando el lugar de Venus, que dio como punto de referencia en la tierra para la construcción de sus edificios en dicha ciudad de Tollan, donde se desarrolló la cultura Tolteca en su esplendor.
Geográficamente el cerro del Xicuco se encuentra localizado en el municipio de Tezontepec de Aldama, tiene una altura de 2 mil 200 metros sobre el nivel del mar, su geografía es tan especial que se puede visualizar desde los municipios de Tula de Allende, Tlahuelilpan, Tlaxcoapan, Mixquiahuala, etc.
El turismo en este monte es importante pues puede visitar la famosa "Cueva de Diablo" la cual se encuentra sobre el lado noroeste del mismo, una pequeña cueva que es fuente de varias leyendas, sobre que hay un tesoro escondido, también esta cueva es visitada por brujos para pedir favores o hacer su magia, en ocasiones se encuentran velas, veladoras y cosas esotéricas. Al Sur están los manantiales de Cerro Colorado que es un yacimiento de agua para varios municipios, al Norte está el Municipios de Tezontepec de Aldama que cuenta con balnearios de aguas termales y agua templada.